# Völse
Völse, en balsamerad hingstpenis, som enligt en kortsaga i den isländska Flateyjarbók från 1300-talet användes i en vikingatida fruktbarhetsceremoni på en gård i södra Norge. Ceremonin leddes av gårdsfrun, varvid Völse skickades runt bland deltagarna samtidigt som man läste texter av formelartad typ för att på detta sätt framkalla tillväxt och styrka.